# Enclos funéraire de Saint-Joachim
L'enclos funéraire de Saint-Joachim est un enclos funéraire situé à Saint-Joachim, en France.

## Localisation
L'enclos est située sur la commune de Saint-Joachim, dans le département de la Loire-Atlantique.

## Historique
Le monument est inscrit au titre des monuments historiques en 1981.